# Fusiturris amianta
Fusiturris amianta é uma espécie de gastrópode do gênero Fusiturris, pertencente a família Fusiturridae.